# The Funeral Album
The Funeral Album è l'ultimo album della band finlandese Sentenced, uscito nel 2005. Con questo album, il gruppo conclude la sua storia, durata 16 anni.

## Il disco
L'album presenta tutti i generi suonati negli anni dalla band. La musica continua principalmente sui toni di The Cold White Light, l'album precedente, ma c'è anche un track sullo stile dei primi album (Where Waters Fall Frozen, dall'inglese "Dove le acque cadono ghiacciate") ed uno strumentale quasi tradizionale finlandese (Karu, dal finnico "Inospitale, brullo"). Di particolare intensità è la canzone che chiude l'album e la carriera dei Sentenced, End Of The Road.
La copertina e la grafica del booklet sono opera del batterista Vesa Ranta e di Perttu Saksa. Come sull'album precedente, sono presenti alcune massime finlandesi di Samuli Paronen, Aleksis Kivi, P. J. Ignatius, Erno Paasilinna, Eino Leino, che accompagnano immagini di paesaggi desolati.

## Tracce
1. May Today Become the Day – 4:00
2. Ever-frost – 4:18
3. We Are But Falling Leaves – 4:28
4. Her Last 5 Minutes – 5:40
5. Where Waters Fall Frozen – 0:58
6. Despair-Ridden Hearts – 3:40
7. Vengeance is Mine – 4:15
8. A Long Way to Nowhere – 3:26
9. Consider Us Dead – 4:51
10. Lower the Flags – 3:34
11. Drain Me – 4:33
12. Karu – 1:03
13. End of the Road – 5:00

## Formazione
- Ville Laihiala - voce
- Miika Tenkula - chitarra
- Sami Lopakka - chitarra
- Vesa Ranta - batteria
- Sami Kukkohovi - basso

### Altri musicisti
- Pasi Puolakka - armonica a bocca nella canzone Despair-Ridden Hearts
- Musarit - cori nelle canzoni Vengeance Is Mine e End of the Road
- Hiili Hiilesmaa ed i Self-Killers Themselves - percussioni